# باي روبرتس
باي روبرتس (بالإنجليزية: Bay Roberts)‏ هي بلدة تقع في كندا في نيوفاوندلاند واللابرادور. يقدر عدد سكانها بـ 5,818 نسمة ومساحتها 47.91 كم2 .

## معرض صور

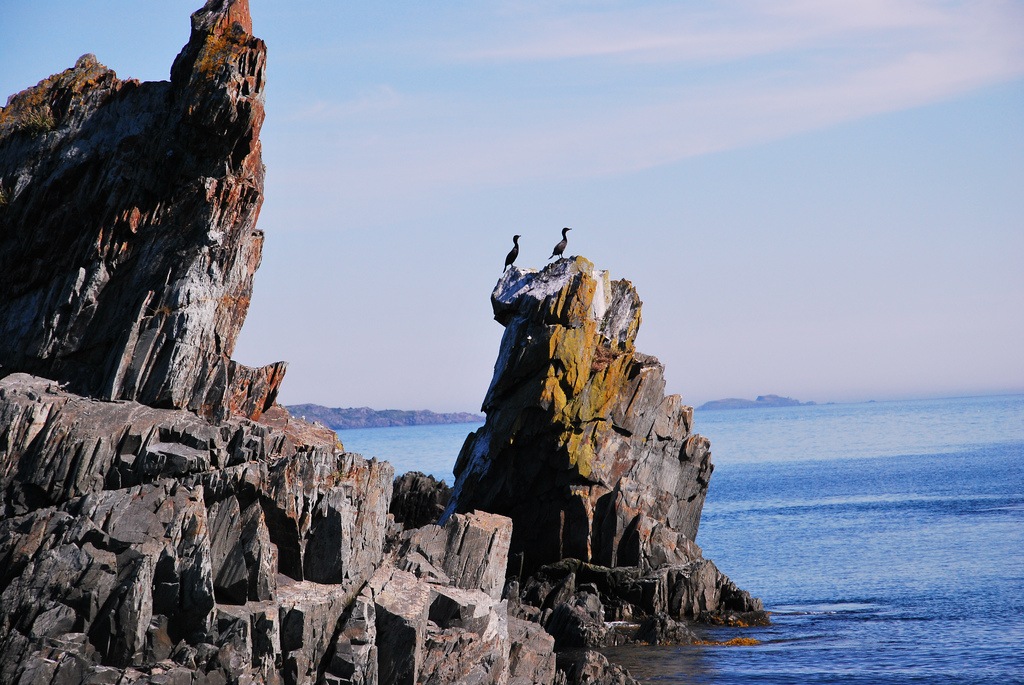
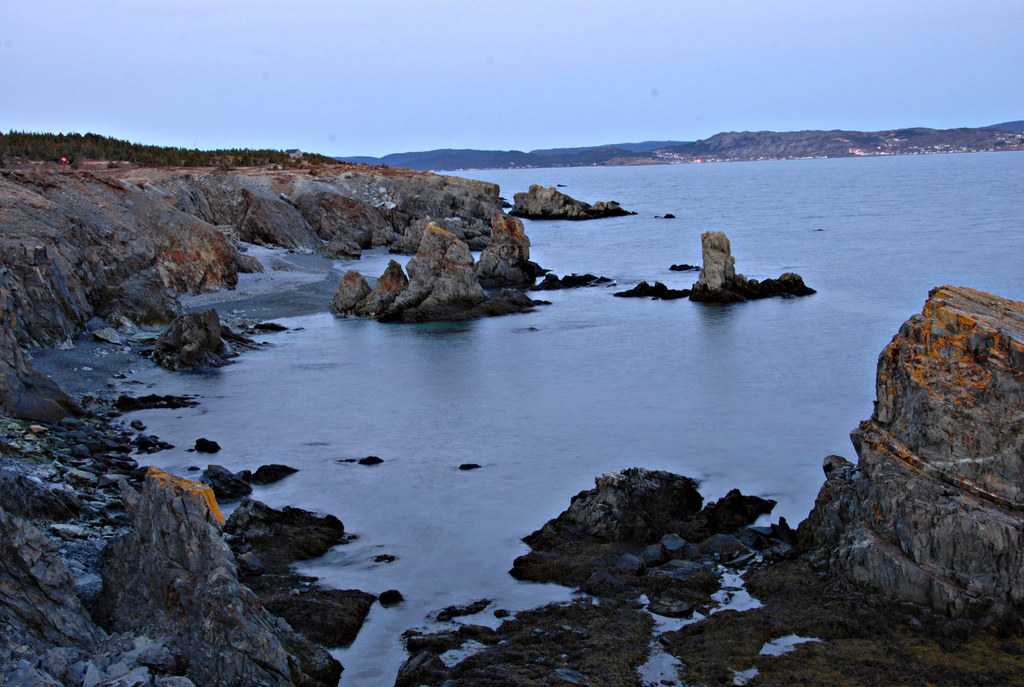
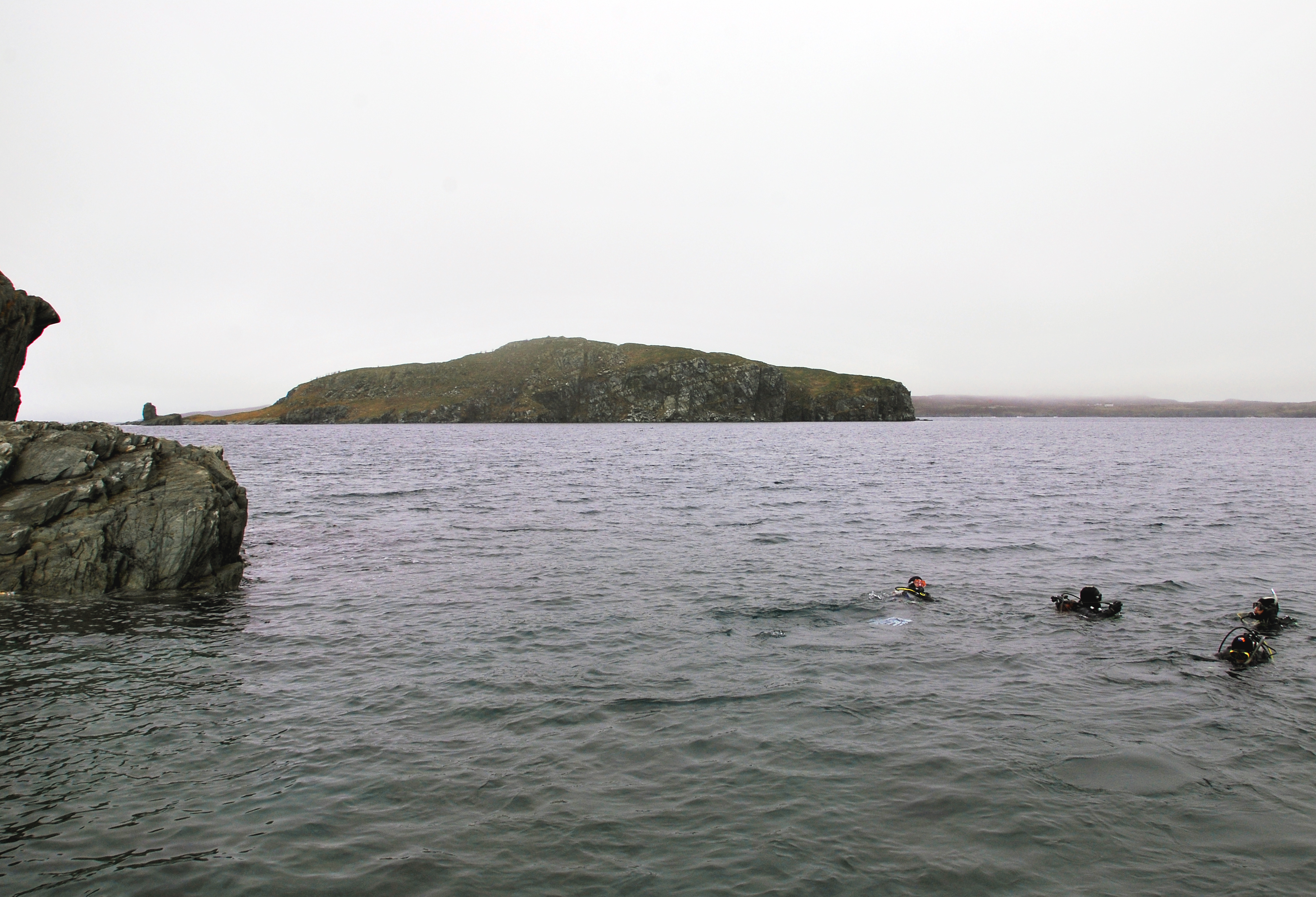
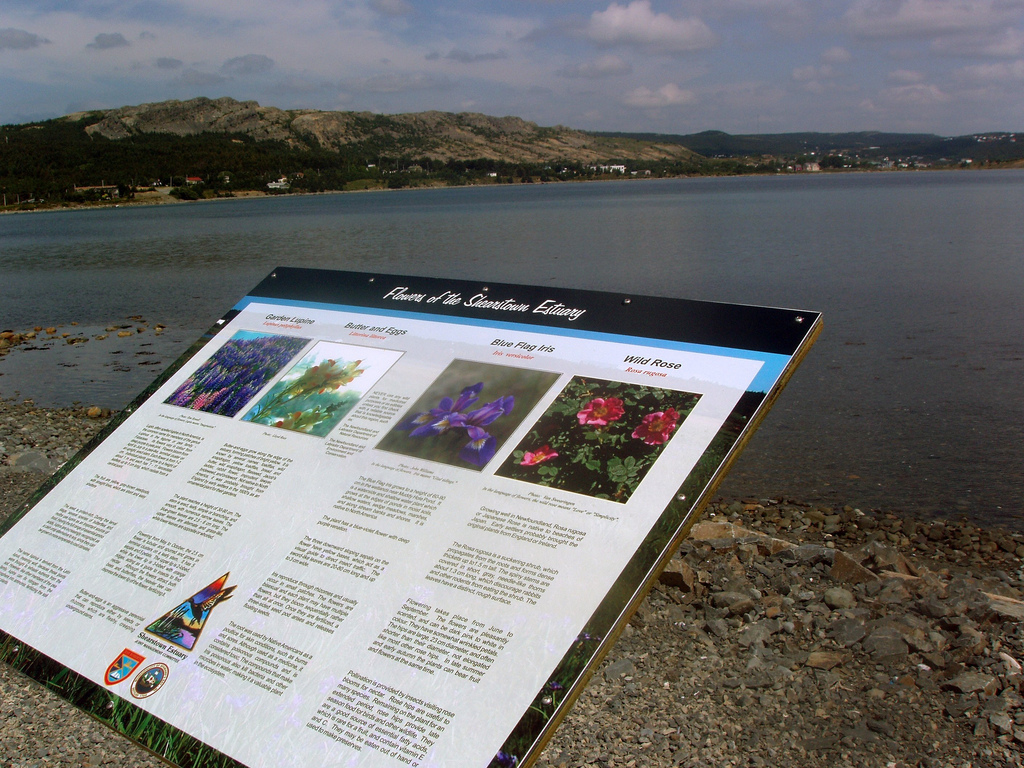
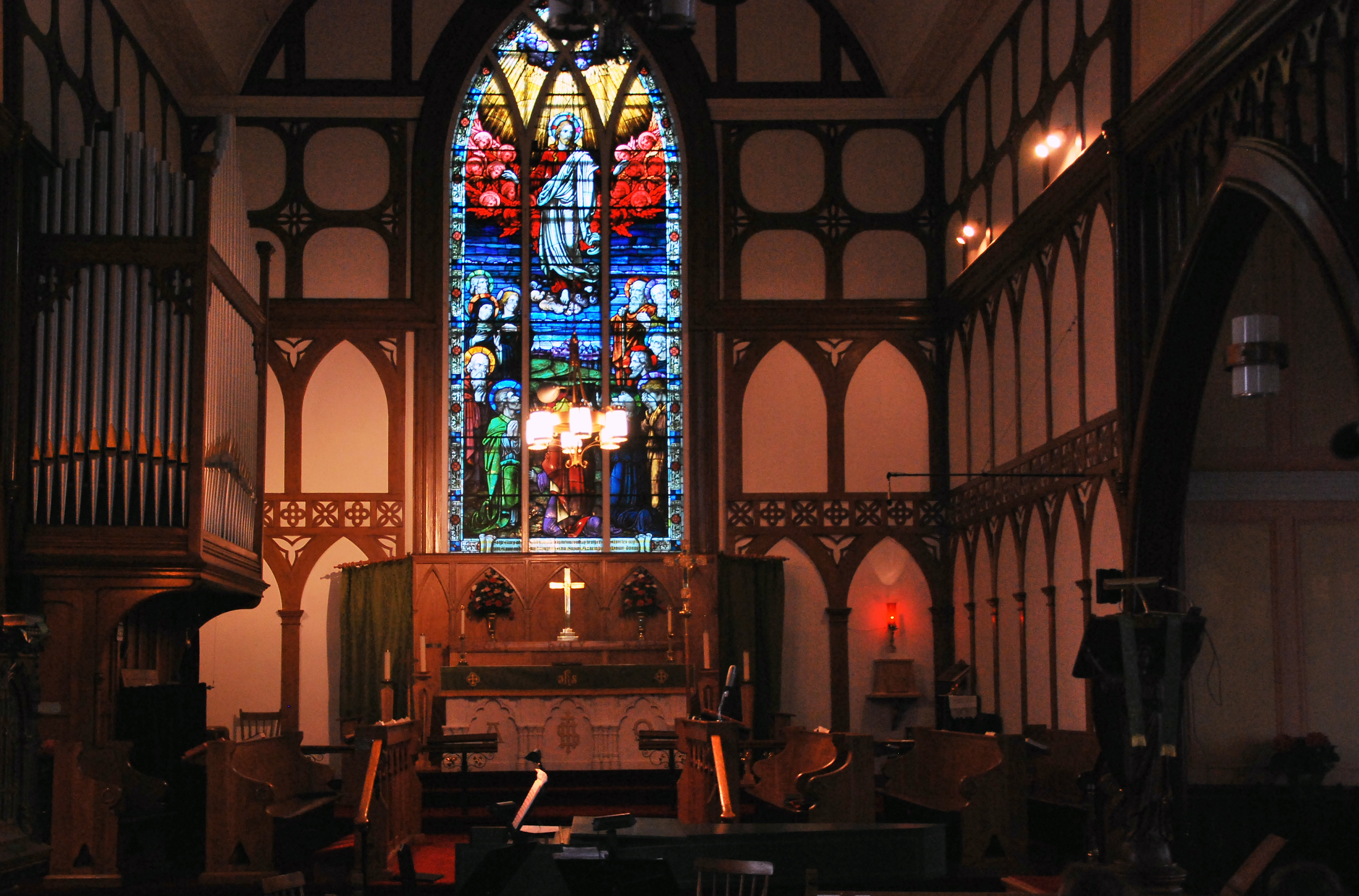